# Rabatt

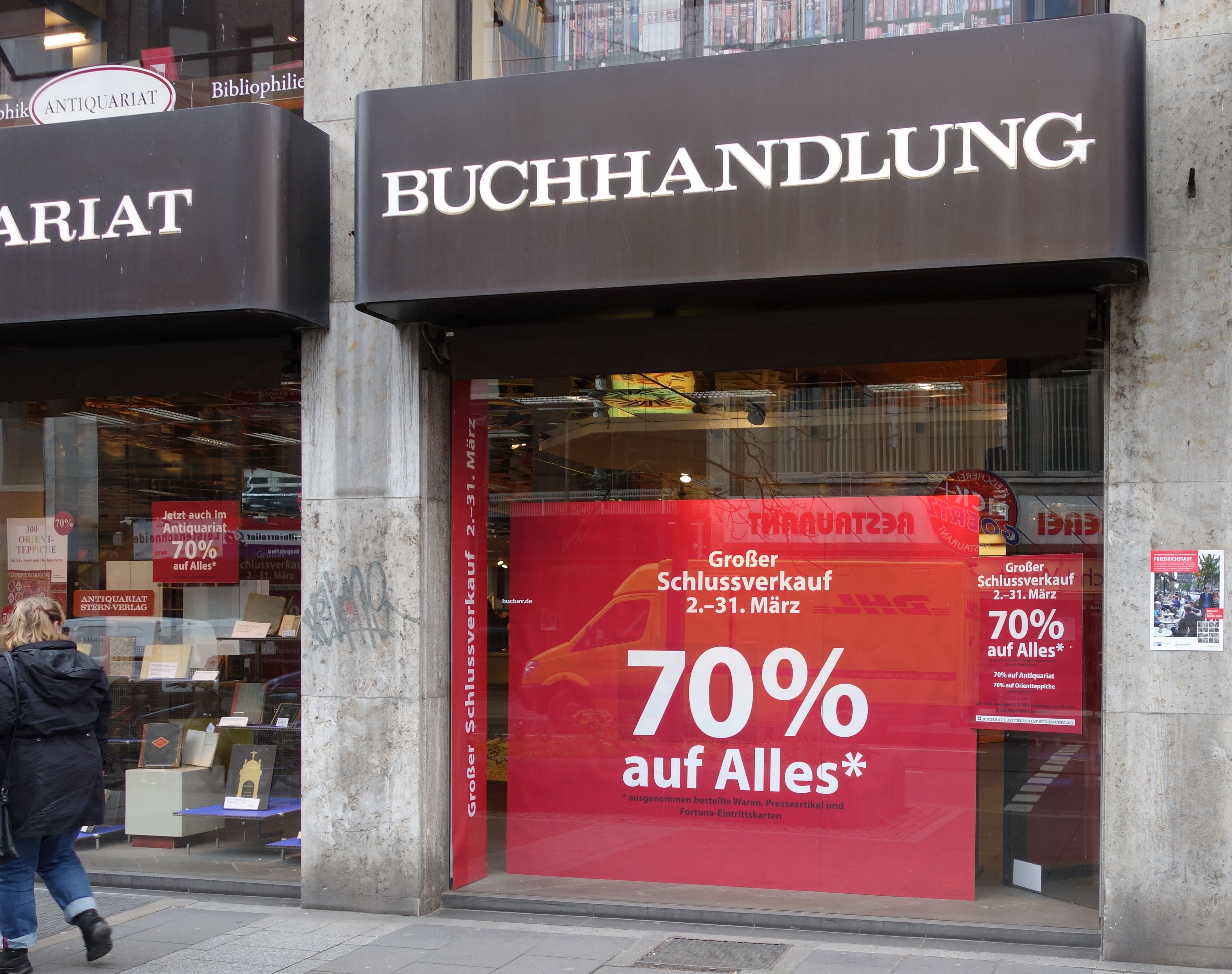
Rabattaktion in einer Buchhandlung

Der Rabatt ist im Handel ein indirekter Preisnachlass von einem Listenpreis für Waren oder Dienstleistungen.

## Etymologie
Das Lehnwort „Rabatt“ stammt aus „von einer Summe abschlagen, abziehen“ (italienisch rabattere), einem untergegangenen italienischen Verb aus dem 13. Jahrhundert. Ursprung hierfür ist das Verb „schlagen“ (lateinisch battuere) und das Präfix für „wieder, zurück“ (lateinisch re-) als lateinisch rebattuere, „wieder abschlagen“. Heute heißt der Rabatt auf italienisch „ribasso“. In Deutschland taucht es ersichtlich erstmals im Jahre 1656 bei Georg Philipp Harsdörffer als „Rabat, Rebat“ für „Zinskürzung/Abschlag/Abzug“ auf.

## Allgemeines
Rabatte sind ein Teil der Preispolitik von Unternehmen. Innerhalb der Preispolitik kann die Rabattpolitik als eigenständiges preispolitisches Instrument dienen, indem sie auf die Wechselwirkung zwischen Handel und Kunden abstellt. Dadurch, dass Rabatte den Listenpreis mindern, kommt es zu einer Preissenkung, die sich positiv auf die Nachfrage auswirken kann. Rabatte sind eine indirekte Preisermäßigung, die direkte ist die Senkung des Listenpreises.

## Arten
Der Rabatt lässt sich als Preisnachlass wie folgt einordnen:
| Preisnachlass | Merkmale | Arten/Bemerkungen                                                                                  |
| ------------- | --- | -------------------------------------------------------------------------------------------------- |
| Rabatt        | wird vom Listenpreis beim Kauf sofort abgezogen                                                                                          | Funktionsrabatt, Mengenrabatt, Naturalrabatt, Sonderrabatt, Treuerabatt, Zeitrabatt                |
| Bonus         | ein nachträglicher Preisnachlass, der erst am Jahresultimo bei Erreichen oder Überschreiten eines bestimmten Absatzvolumens gewährt wird | Bonussysteme (BahnBonus, Miles & More, Payback), Cashback-Systeme                                  |
| Skonto        | wird als Preisnachlass gewährt, wenn die Zahlungsfrist eingehalten wurde und bei Lieferung eine Barzahlung erfolgt.                      | Der Lieferant gewährt einen Lieferantenkredit und trägt bis zum Zahlungseingang ein Zahlungsrisiko |

Zu den Rabattsystemen gehören Bonussysteme und Cashback-Systeme. Bonussysteme sind systematische Angebote von Unternehmen an ihre Kunden, für ein bestimmtes Kaufverhalten spezifische Werteinheiten („Bonuspunkte“) zu sammeln, die ab einer bestimmten Größenordnung (Einlöseschwelle) in Vorteile (Bonus) umgewandelt und zu Käufen genutzt werden können. Bei Cashback-Systemen (deutsch „Geld zurück“) dagegen werden die angesammelten Gutschriften ausgezahlt.
Als Rabattarten gibt es Aktions-, Funktions-, Mengen-, Natural-, Sonder-, Treue- und Zeitrabatte:
- Ein Aktionsrabatt wird im Handel im Zusammenhang mit gezielten Werbeaktionen (z. B. Mailings, Couponing, Rabattmarken) verbunden. Der Handel übernimmt damit eine werbende Funktion.
- Funktionsrabatte:
  - Lieferketten: Rabatte vom Hersteller an den Großhandel oder vom Großhandel an den Einzelhandel;
  - Absatzfunktionsrabatte: Übernahme der Lagerhaltung, Abholung der Waren, Übernahme des Kundendienstes;
  - Finanzierungsfunktionsrabatte: etwa bei Vorauszahlung oder Barzahlung („Schnellzahlerrabatt“).
- Mengenrabatte werden bei bestimmten Abnahmemengen etwa Großabnehmern gewährt.
  - Staffelrabatte bedeuten, dass die Rabatthöhe von der gekauften Menge abhängt (etwa 5 % Rabatt bei 20 Stück, 6 % bei 30 Stück).
- Naturalrabatte: Anstelle eines Preisnachlasses werden kostenlos Waren verkauft: „Kauf von drei Produkten, Bezahlung nur für zwei“.
- Sonderrabatte:
  - Journalistenrabatt ist eine spezielle Vergünstigung oder Preisnachlass auf Waren und Dienstleistungen für Journalisten;
  - Die Partie im Buchhandel ist eine Kombination aus Naturalrabatt und Staffelrabatt, bei welcher der Großhandel mehr Bücher liefert als bestellt wurden, wobei nur die Bestellung zu bezahlen ist („11/10“ bedeutet, dass 11 Bücher geliefert, aber nur 10 zu bezahlen sind);
  - Personalrabatt für Betriebsangehörige (siehe Rabattfreibetrag);
  - Schadensfreiheitsrabatt bei der Autoversicherung: wird durch Verminderung der Versicherungsprämien eingeräumt.
- Treuerabatte werden bei langfristigen Geschäftsbeziehungen gewährt, wenn Stammkunden die Ware überwiegend oder ausschließlich von einem einzigen Lieferanten beziehen.
- Wiederverkäuferrabatt ist die dem Groß- und Einzelhandel gewährte Handelsspanne bei Waren, deren Endverkaufspreis vom Hersteller festgesetzt wird. Er soll dem Händler einen angemessenen Gewinn sichern.
- Zeitrabatte werden gewährt, wenn Bestellungen zu einem bestimmten Zeitpunkt erfolgen:[8]
  - Einführungsrabatt: bei der Markteinführung neuer Produkte/Dienstleistungen;
  - Auslaufrabatt: am Ende des Produktlebenszyklus;
  - Reisebranche:
    - Frühbucherrabatt: als Ermäßigung auf die Reisekatalogpreise von Reiseveranstaltern bei frühzeitiger Reisebuchung,
    - last minute: Rabatte für kurzentschlossene Reisende;

  - Happy Hour in der Gastronomie und Hotellerie;
  - Lagerräumungsrabatt (etwa Winterschlussverkauf);
  - Niedertarifstrom beim Stromliefervertrag zu Zeiten einer geringen Netzlast;
  - Nebensaisonrabatt: von Saisonbetrieben etwa bei Saisonartikeln außerhalb der Saison gewährt, auch im Tourismus in der Nebensaison.

Der Personalrabatt dient dazu, dem Personal des rabattgewährenden Unternehmens bestimmte Waren günstiger anzubieten als den Kunden. Er ist steuerrechtlich ein geldwerter Vorteil.

## Rechtsfragen
Das Rabattgesetz galt von Januar 1934 bis Juli 2001. Es legte einen Höchstrabatt von 3 % des Warenpreises fest, Ausnahmen gab es für Mengen- und Funktionsrabatte. Der Rabatt wurde entweder vom Verkaufspreis abgezogen oder in Form von Rabattmarken gewährt, die als Gutscheine im Rabattbuch gesammelt und bei späteren Käufen eingelöst werden konnten.
Heute gibt es keine gesetzlichen Rabattbegrenzungen mehr. Die wettbewerbsrechtliche Generalklausel des § 5 Abs. 4 UWG geht davon aus, dass es irreführend ist, mit der Herabsetzung eines Preises zu werben, sofern der Preis nur für eine unangemessen kurze Zeit gefordert worden ist. Ist streitig, ob und in welchem Zeitraum der Preis gefordert worden ist, so trifft die Beweislast denjenigen, der mit der Preisherabsetzung geworben hat. Hierzu entschied der Bundesgerichtshof (BGH) im November 2008, dass es irreführend ist, wenn während einer Rabattaktion mit „20 % auf alles, ausgenommen Tiernahrung“ geworben wird. Der Slogan „Nur heute Haushaltsgroßgeräte ohne 19 % Mehrwertsteuer“ setzt dagegen die Kaufentscheidung eines Verbrauchers nicht unangemessen unter Zeitdruck.
Pharmazeutische Großhändler sind nicht verpflichtet, bei der Abgabe von verschreibungspflichtigen Arzneimitteln an Apotheken einen Mindestpreis zu erheben. Rabatte und Skonti sind dementsprechend wettbewerbsrechtlich zulässig. Demnach gibt es in § 2 Abs. 1 AMPreisV einen Höchstpreis, aber keinen Mindestpreis. Ein Verstoß gegen die arzneimittelrechtliche Preisbindung liegt nicht nur dann vor, wenn der Apotheker ein preisgebundenes Arzneimittel zu einem anderen als dem nach der AMPreisV zu berechnenden Preis abgibt. Die Bestimmungen der AMPreisV werden vielmehr auch dann verletzt, wenn für das preisgebundene Arzneimittel zwar der korrekte Preis angesetzt wird, dem Kunden aber gekoppelt mit dem Erwerb des Arzneimittels Vorteile gewährt werden, die den Erwerb für ihn wirtschaftlich günstiger erscheinen lassen („Bonuspunkte“).
Eine weitere Ausnahme von Rabatteinräumungen bleibt die Buchpreisbindung.

## Wirtschaftliche Aspekte
Sind Rabatte handelsüblich, werden sie vorher in der Preiskalkulation berücksichtigt und schmälern dann nicht den Gewinn.
```
   
Selbstkosten
 des Produktes:     190 Euro
   + 
Gewinnspanne
 (20 % v. H.):     38 Euro
   = 
Barverkaufspreis
:             228 Euro
   + Rabatt (30 % i. H.):           97 Euro
   = 
Verkaufspreis
 (netto)         325 Euro
```

Hieraus ist erkennbar, dass kalkulierte Rabatte zu einem höheren Verkaufspreis führen und nicht wirklich einen Preisvorteil darstellen. Würde kein Rabatt kalkuliert, könnte die Ware auch für 228 Euro verkauft werden.
Der Kunde kennt meist diese Kalkulation nicht, sondern muss annehmen, dass er es durch den Rabatt mit einem Schnäppchen zu tun hat. Rabatte zielen auf eine preissensible Kundschaft und häufig auf sogenannte Schnäppchenjäger. Rabatte wirken allgemein auf das Belohnungszentrum im Gehirn, das die Kaufentscheidung auslöst. Sie sind deshalb der mit Abstand wichtigste Auslöser von Spontankäufen. Damit Rabatte so funktionieren, müssen sie mit einem Anlass verbunden sein (Abverkauf, Räumungsverkauf, Jubiläum), ansonsten scheint aus Kundensicht etwas mit dem Produkt nicht zu stimmen.
Rabatte können zur Kundenbindung beitragen, insbesondere Treue- und Mengenrabatte. Kostenpflichtige Rabattkarten (wie die Bahncard, Vorteilscard oder Halbtax) gewähren dem Inhaber einen festen Rabatt. Bonusprogramme und Cashback-Systeme schaffen den Anreiz, dass bei Erreichen einer bestimmten Produktmenge der Kunde entweder Sachprämien oder Bargeld erhält oder das Guthaben beim nächsten Kaufpreis anrechnen lassen kann.

## International
In der Schweiz sind bei Waren nach Art. 3 Preisbekanntgabeverordnung (PBV) die tatsächlich zu bezahlenden Preise anzugeben. Vergünstigungen wie Rabatte, Rabattmarken oder Rückvergütungen, die erst nach dem Kauf realisiert werden können, sind gemäß Art. 4 PBV gesondert bekanntzugeben und zu beziffern. Rabatte sind so genannte bezifferte Hinweise auf Preisreduktionen, die gemäß Art. 17 Abs. 2 PBV wie Vergleichspreise zu beurteilen sind. Gemäß Art. 16 PBV, Art. 17 PBV darf ein Anbieter neben dem tatsächlich zu bezahlenden Preis unter gewissen Voraussetzungen weitere Preise oder bezifferte Hinweise auf Preisreduktionen (etwa Rabatte) nennen.
In Österreich gibt es seit April 1992 kein Rabattgesetz mehr. Rabatte können dem Kunden in größerer Höhe gewährt werden, der Kunde kann den Preis sogar aushandeln.
Dem Europäischen Gerichtshof (EuGH) zufolge dient ein Treuerabatt dazu, „Kunden auf dem Wege über die Gewährung eines finanziellen Vorteils vom Bezug bei konkurrierenden Herstellern abzuhalten“, was er bei marktbeherrschenden Unternehmen als missbräuchlich nach Art. 102 AEUV einstufte. Im Umkehrschluss sind Treuerabatte von nicht marktbeherrschenden Unternehmen statthaft. Mengenrabatte sind ansonsten kartellrechtlich zulässig.